# Bij Sjaak, tussen pot en pint
Bij Sjaak, tussen pot en pint (Frans: Du côté de chez Poje) is een Belgische stripreeks die begonnen is in maart 1990 met Raoul Cauvin als schrijver en Louis-Michel Carpentier als tekenaar.

## Albums
Alle albums zijn geschreven door Raoul Cauvin, getekend door Louis-Michel Carpentier en uitgegeven door Dupuis. De oorspronkelijk Franstalige albums zijn ook uitgegeven in het Brussels dialect onder de naam In d'environs van bij Poje.
1. Opdepof is wijlen
2. Een rondje van de baas
3. Frisse morgen!
4. We sluiten
5. Bij de kraag gevat
6. Een wazige wereld
7. Bier is heilig
8. Een bittere pils
9. Bruin of blond
10. Geen klein bier
11. Makkelijk zat
12. Pale-aliens tappen uit een ander vaatje
13. De ridders van het laatste rondje
14. Het allereerste pilsje
15. Het gat van het vat!